# Pete tha Zouk
António Pedro é Pete tha Zouk (1978, Olhão, Portugal), um DJ profissional e produtor português.

## Biografia
Nascido e criado em Olhão, Algarve, terra do marisco e de férias de Verão, Pete iniciou a sua carreira como DJ residente em dois espaços: Mitto, um bar que marcou a diferença na forma como o Sul encara o início da noites e na, agora mítica, Locomia, um club que tinha como paisagem o oceano, na bonita praia de Stª. Eulália, onde tocaram todos os DJs mundialmente conhecidos, durante as épocas de Verão. Na Locomia Pete pôde observar de perto o trabalho dessas referências do DJing mundial e aprender com eles.
Com a sua afirmação como DJ, o tempo que Pete Tha Zouk passou no estúdio de produção foi largamente compensado pelo facto de os seus primeiros temas – “First Tribal Feeling”, em parceria com Bruno Marciano, e “Kashmira” – terem sido grandes êxitos das pistas de dança de então. Corria o início da década de 2000. “First Tribal Feeling” chamou a atenção do DJ Chus e, logo de seguida, Pete está em Madrid para masterizar a música no estúdio de Chus & Ceballos. Segue-se “Kashmira” e “Enchantments e o artista português torna-se num nome amplamente conhecido no que diz respeito à sua capacidade de produzir música para a pista. Em 2003, juntamente com o DJ Vibe, Pete Tha Zouk produz a faixa “Solid Textures”, que é lançada através da reconhecida editora Low Pressings. A música alcançou o topo das tabelas e ganhou vários prémios, levando o talento de Pete para produzir música ainda mais para a ribalta. Enquanto tudo isto se desenrolava, a sua carreira como DJ florescia com a aposta de ter começado a ser um DJ freelancer que tocava por todo o Portugal.
Em 2006 e deparando-se com uma carreira gigantesca em Portugal Pete Tha Zouk decide juntar-se à WDB. Sob a alçada dos mentores da empresa, José Manso e João Miguel, a carreira de Pete cresce ainda mais e chega a um estatuto que determina Pete Tha Zouk como o DJ mais solicitado em Portugal. Promotores e proprietários de clubes sabem que ter Pete Tha Zouk significa ter “casa cheia”. Quantos DJs podem garantir este sucesso? A WDB não se fica por aqui e lança a carreira do artista além-fronteiras, para o Brasil, Suíça e Angola. No Brasil foi votado como o “DJ Revelação” no Verão de 2009 e na passagem de ano 2010/2011 pela primeira vez Pete Tha Zouk actuou fora de Portugal e foi o Brasil que teve a honra de ver chegar o novo ano na companhia dele. O mundo vem já a seguir.
Pete Tha Zouk já ganhou vários prémios: em 2002, a revista Portuguesa Dance Club, galardoou-o com o prémio “Dj Revelação”. Em 2004, ganhou dois prémios atribuídos pela Dance Club, “Melhor Produtor” e “Melhor Single do Ano” (com “Solid Textures”). Venceu também em 2005 e 2006 o título de “Melhor Dj Português” nos Prémios Noite.pt. Em 2008 e 2009 Pete leva para casa o título de “Melhor Dj Português”, galardão atribuído pelos Prémios Noite. pt. Em 2010, Pete ganha mais uma vez o prémio “Melhor Dj Português” atribuído pelos Prémios Radio Nova Era, Melhores do Ano e nos Prémios Noite.pt.
2010 começou com “I’m Back Again”, uma colaboração com Mastercris e a mundialmente famosa Abigail Bailey, que alcançou o topo das tabelas e fez parte de várias compilações pelo mundo. O videoclip foi gravado na magnífica ilha de Florianópolis pelo premiado realizador Português, Leonel Viera. O sucesso deste tema e o sucesso das actuações no Brasil, Angola, Suíça e Portugal, foram determinantes para o ano de 2010 acabar com duas notícias bombásticas: a entrada no Top 100 da DJ Mag em número 81 e a edição de um tema, “Check This Out”, pela Sondos, editora do mundialmente famoso Erick Morillo.
2011 é o ano de viragem e a entrada definitiva no top dos 50 melhores DJs mundiais com o anúncio, a 20 de Outubro, de Pete Tha Zouk ocupar agora o 37º lugar do Top100 da DJ Mag, subindo uns impressionantes 44 lugares e conquistando a mais alta posição de sempre de um DJ Português neste que é o top de referência internacional.
Em 2012 Pete Tha Zouk começa o ano com uma parceria com a DJ e produtora Britânica Rae no tema “Learn To Love”, cujo videoclipe foi filmado integralmente em Hollywood/Los Angeles e realizado por Leonel Vieira. E com a vitória, pelo terceiro ano consecutivo, do prémio de Melhor DJ Português nos prestigiados galardões Melhores do Ano da Rádio Nova Era. O Verão de 2012 traz a estreia no maior festival de Verão Português – o SWTMN – e a actuação de Pete Tha Zouk serviu de cenário para a filmagem do novo tema do DJ, uma co-produção com o jovem talento Deepblue que conta com a voz da norte-americana, Yasmeen, intitulado “We Are Tomorrow”. A 1 de Julho de 2013 é editada a colaboração com Kellie Allen no belíssimo “Been Too Long”. No final do Verão é editado “Rocksteady”, e em Dezembro chega “Hanging Out”, temas editados pela editora francesa DJ Center Records.
2014 chega recheado de novas músicas e colaborações, com um Pete Tha Zouk a mostrar não só a sua grande forma em estúdio mas todas as influências que a sua carreira de DJ globetrotter lhe traz: O ano começa com “Don’t You Stop Me Now”, uma colaboração com Joceline Medina, editado pela DJ Center Records. A 10 de Março chega “Monsoon”, uma colaboração com Mitch LJ, editado pela americana Dancepush. Em Abril teremos “Intensa”, a colaboração com a superestrela francesa, Quentin Mosimann, e alinhados estão também “Kick This One”, uma bomba para as pistas, e os belíssimos temas vocais “Steal The World”, uma colaboração com os novos talentos nacionais Roland Cost & Drek, e “Free World”, uma colaboração com o mago das remisturas inglês, eSQUIRE. Para o final de 2014 ficou guardada a música que homenageia o seu Algarve natal, “Paradise”, que Pete disponibilizou para download gratuito. Em 2015 e já regressado da sua primeira grande tour no Brasil, Pete volta a disponibilizar uma canção original aos seus fãs, “Epiphany” com a voz de Meline.  2016 começa com um rework de “Monsoon” e uma renovação ao Infinity Radioshow.
Em 2017 continua a sua carreira a tocar um pouco por todo o mundo, e repete o sucesso da sua festa anual, o Infinity Sunset by pete Tha Zouk, em Portimão, no No Solo Agua, que recebe novamente um número recorde de público. As suas redes sociais atingem novos patamares, são mais de 600 mil as pessoas que o seguem no Facebook, e que acompanham a vida e carreira de um dos mais bem sucedidos DJs portugueses. 

## Discografia

### Releases
- First Tribal Feeling (12") Magna Recordings (2000)
- The Synth Of Nirvana (12") Magna Recordings (2000)
- Kashmira (12") Magna Recordings (2001)
- Congo Juice (12") Upfront Records (2002)
- Enchantments (12") Stereo Productions (2003)[1]
- Shine On (12") Magna Recordings (2003)[2]
- Digital Morphine (12") (2003)
- Solid Textures (12") Low Pressings (2003)[3]
- There Is A God (12") Stereo Productions (2007)[4]
- There Is A God ! (File, MP3) Stereo Productions Digital (2007)[4]
- La Medicina Sagrada, Stereo Productions (2010)
- I'm Back Again, Vidisco (2010)
- Check This Out, Sondos (2010)
- Learn To Love, Vidisco (2012)
- We Are Tomorrow, Vidisco (2012)
- Pick Tha Bass (File, MP3) Se7enth Fury Grammaton Records (2013)))[5]
- Been Too Long, DJ Center Records (2013)
- Rocksteady, DJ Center Records (2013)
- Hanging Out, DJ Center Records (2013)
- Don't Stop Me Now, DJ Center Records (2014)
- Monsoon, Dancepush (2014)
- Free World, DJ Center (2014)
- Intensa, DJ Center Records (2014)
- Take Me In, Paradise Music Productions (2014)
- Steal The World, DJ Center Records (2014)
- Kick This One, DJ Center (2014)
- Hero, DJ Center Records (2014)
- Paradise, Free Download (2014)
- Pendulum, DJ Center Records (2014)
- Epiphany, Free Download (2015)

### Remixes
- Global Grooves Volume #2 (2xCD) The Playground (Peter … Kaos Records (2002)[6]
- Dance Club Awards 02 (2xCD) The Playground (Peter … Kaos Records, Vidisco (2003)[7]
- The Playground (12") The Playground (Peter … Funktástica Records (2003)[8]
- Total Kaos 03 (CD) Midlight (Pete Tha Zou… Kaos Records, Vidisco (2003)[9]
- Echoes From Africa (12") Echoes From Africa (Pe… Re««Wind (2004)[10]
- From The Box (2xCD) Iberican Sound (Pete T… Stereo Productions (2004)[11]
- This Is… Iberican Sound! Vol. 3 (CD) The Sound Of The Drums… Stereo Productions (2004)[12]
- Miami 2005 (Promo Sampler) (2x12") Midlight (Pete Tha Zou… Kaos Records (2005)[13]
- Midlight (12") Midlight (Pete Tha Zou… Kaos Records (2005)[14]
- Midlight EP (CD) Midlight (Pete Tha Zou… Free Recordings (2005)[15]
- Penelope Ibiza (2xCD) Iberican Sound (Peter … House Park (2005)[16]
- #104 (CD) Midlight (Pete Tha Zou… Dance Club (2006)[17]

### DJ mixes
- From The Box (2xCD) Stereo Productions (2004)[11]
- #104 (CD) Exclusive Dance Club Mix Dance Club (2006)[17]
- Sasha Beach Summer Sessions 08, Farol (2008)
- Infinity, Vidisco (2011)
- Infinity 2, Vidisco (2012)
- Infinity 3, Vidisco (2013)
- Infinity 4, Vidisco (2014)

### Appears on
- Guerrilla Suburbana (12") Guerrilla Suburbana (… Iberican! Recordings (2004)[18]
- Iberican Sound (2005 Remixes) (12") Iberican Sound (Peter … Stereo Productions (2004)[19]

### Tracks appear on
- Live Performance DVD (DVD, Promo, Not) Enchantments Kashmira Not On Label
- Export Portuguese House For Global Clubbing (CD, Promo) Congo Juice Dance Club (2001)
- Homeworks from Portugal (CD) Congo Juice Upfront Records (2002)
- One Year Of… Iberican Sound! (CD) Enchantments (Chus & C… Stereo Productions (2002)
- Ageha Vol.03 Mixed By Hex Hector (CD) Enchantments (Original… Cutting Edge (2003)
- Portugal Hits Miami (CD) Digital Morfine Dance Club (2003)
- Revolutions 1 (CD) Solid Textures Low Pressings (2003)
- Saeed & Palash - Addictive Beats (2xCD) Enchantments Star 69 Records (2003)
- Siddharta (Spirit Of Buddha Bar) Vol. 2 (2xCD) Enchantments Wagram (2003)
- The Sound Of Renaissance - Volume Two (2xCD) Solid Texture Renaissance (2003)
- Total Kaos 03 (CD) Solid Textures (Remix)… Kaos Records, Vidisco (2003)
- Dance Club Awards 03 (CD) Solid Texture (Remix) Kaos Records (2004)
- DJ Vibe - Underground Sound Of Lisbon (2xCD) Solid Textures (Remix) Star 69 Records (2004)
- From The Box (2xCD) Solid Texture (Remix),… Stereo Productions (2004)
- Rock In Rio Lisboa - Electrónica (2xCD) Digital Morfine (Origi… Kaos Records (2004)
- #104 (CD) Enchantments (Chus & C… Dance Club (2006)